# Josep Verde
Josep Verde i Aldea (ur. 3 listopada 1928 w Granollers, zm. 2 lutego 2017) – hiszpański i kataloński polityk oraz prawnik, parlamentarzysta krajowy, poseł do Parlamentu Europejskiego II, III i IV kadencji.

## Życiorys
Z wykształcenia prawnik, ukończył studia na Uniwersytecie Barcelońskim. Praktykował jako adwokat, był działaczem organizacji katolickich. W 1977 dołączył do Pacte Democràtic per Catalunya, a rok później do Partii Socjalistów Katalonii. Od 1977 do 1986 zasiadał w Kongresie Deputowanych (w okresie konstytuanty oraz I i II kadencji). Od 1982 do 1986 był trzecim wiceprzewodniczącym niższej izby hiszpańskiego parlamentu.
W 1986 objął mandat eurodeputowanego II kadencji w ramach delegacji krajowej. Wybierany następnie do PE w wyborach powszechnych w 1987, 1989 i 1994, zasiadał w Europarlamencie do 1999. Był m.in. wiceprzewodniczącym Komisji ds. Kwestii Prawnych i Praw Obywatelskich, a od 1992 do 1999 pełnił funkcję wiceprzewodniczącego PE III i IV kadencji.
Był później przewodniczącym katalońskiego oddziału Ruchu Europejskiego (do 2006). Został też członkiem władz fundacji Fundació Agrupació Mútua.